# Usha Vance
Usha Chilukuri Vance, nata Usha Bala Chilukuri (San Diego, 6 gennaio 1986), è un'avvocata statunitense, 40ª Second lady degli Stati Uniti d'America e moglie di J. D. Vance, 50° vicepresidente degli Stati Uniti d'America.
Usha Vance è la prima Second lady degli Stati Uniti d'America indoamericana.

## Biografia
Usha Chilukuri è nata a San Diego da genitori immigrati indiani ed è cresciuta in un sobborgo della classe medio-alta. Si è laureata in Storia presso l'Università Yale e poi in Giurisprudenza presso la Yale Law School. Terminati gli studi, ha lavorato come assistente legale per numerosi giudici federali, tra cui il presidente della Corte Suprema John Roberts, il giudice Brett Kavanaugh e il giudice Amul Thapar.
Nel 2014 ha sposato in Kentucky J. D. Vance, suo compagno di studi alla Yale Law School. Nel 2019 è stata ammessa all'Ordine degli avvocati del Distretto di Columbia e in seguito ha lavorato per uno studio legale, occupandosi di contenziosi civili e ricorsi in casi riguardanti istruzione superiore, governo locale, intrattenimento e tecnologia. Si è dimessa dal suo impiego nello studio legale nel luglio 2024. Ha tenuto il discorso introduttivo per suo marito, J.D. Vance, alla Convention nazionale repubblicana del 2024 e ha viaggiato spesso con lui per gli eventi della sua campagna.

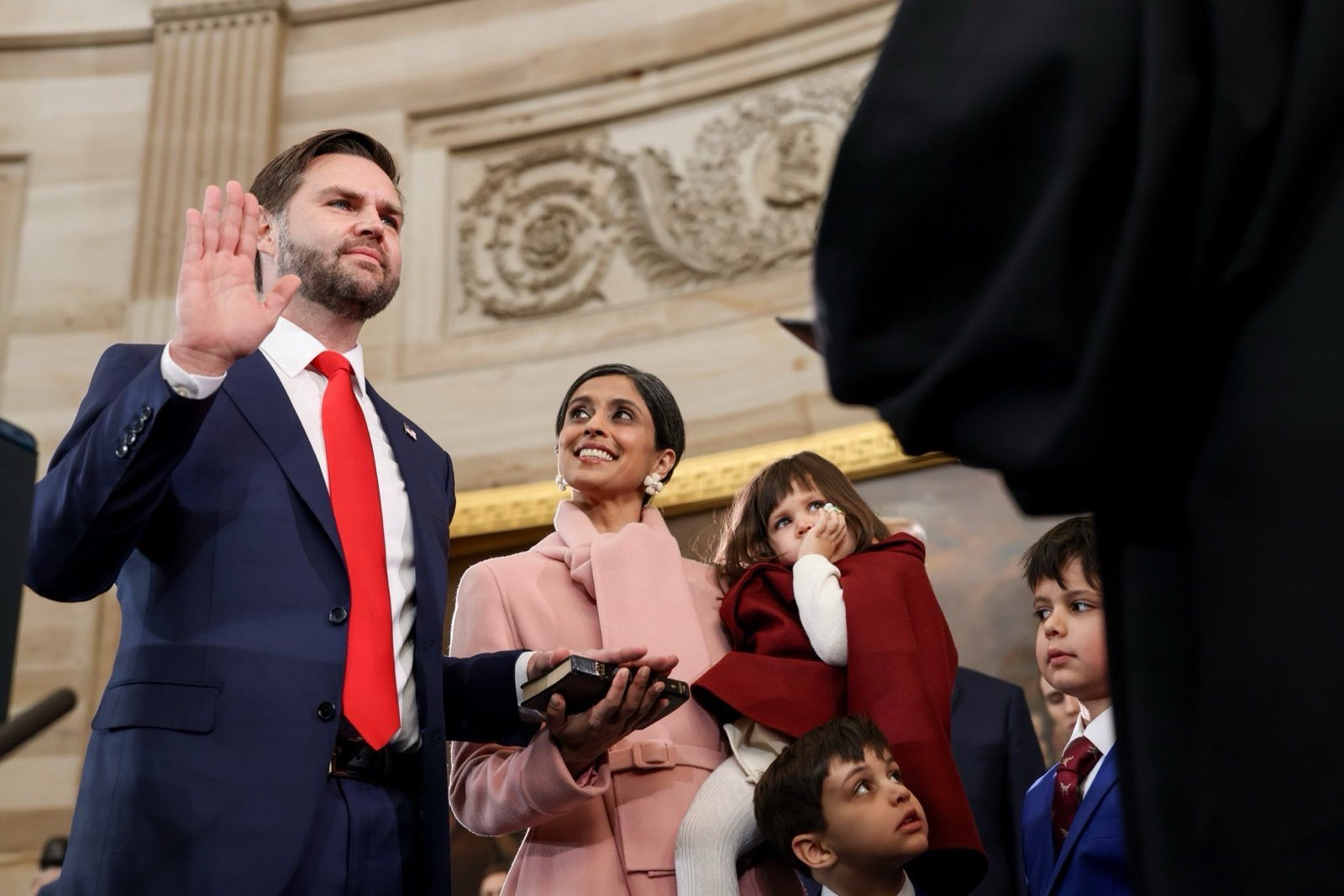
Usha Vance (al centro) guarda suo marito mentre presta il giuramento da vice presidente degli Stati Uniti.

Nel novembre 2024, quando J.D. Vance divenne vicepresidente eletto degli Stati Uniti, Usha Vance ha assunto il ruolo di Second Lady degli Stati Uniti designata. Nel gennaio 2025 è diventata la prima indoamericana, la prima asioamericana, la prima Telugu e la prima indù Second lady.